# Талдыкудук (Казталовский район)
Талдыкудук (каз. Талдықұдық) — село в Казталовском районе Западно-Казахстанской области Казахстана. Административный центр Талдыкудукского сельского округа. Код КАТО — 274863100.

## Население
В 1999 году население села составляло 903 человека (450 мужчин и 453 женщины). По данным переписи 2009 года в селе проживали 633 человека (305 мужчин и 328 женщин).